# Szegedi Szabó István
Szegedi Szabó István Emil (Szeged, 1896. december 7. – Budapest, 1980. április 2.) magyar színész, szinkronszínész.

## Életpályája
Szabó József városi rendőrbiztos és Mozgay Erzsébet (1861–1946) fia. Szegeden érettségizett, majd ugyanitt magán-színiiskolába járt. A két világháború között vidéken, illetve Budapesten a Városi Színházban játszott. A háború után a Belvárosi Színházhoz került.
1953-ban a Magyar Néphadsereg Színházához szerződött, majd 1960-as nyugdíjba vonulásáig a Madách Színházban játszott. Közel egy évtizedig vezette a Magyar Rádióban a Miska bácsi levelesládája című műsort.

## Szerepei

### Fontosabb színházi szerepei
- Lucifer (Madách Imre: Az ember tragédiája)
- Don Louis (Molière: Don Juan)
- Lőrinc barát (Shakespeare: Rómeó és Júlia)

### Filmszerepei
- Szenzáció (1936) – Kocsis
- Áll a bál (1939) – A trónörökös segédtisztje
- Férjet keresek (1939) – Párbajsegéd
- Dankó Pista (1940) – Az orosz nagyherceg katonatiszt ismerőse
- Eladó birtok (1940) – Szállodaportás
- Erzsébet királyné (1940) – Osztrák tiszt III.
- Göre Gábor visszatér (1940) – Magyari, szomszéd
- Hétszilvafa (1940) – Főúr
- Jöjjön elsején! (1940) – Drogista segéd
- Mindenki mást szeret (1940) – Iván, jószágigazgató
- Sarajevo (1940) – Magyar tiszt I.
- Sárga rózsa (1940) – Morva marhakereskedő
- Tokaji aszú (1940) – Tarczali Darázs Katalin egyik vője, jegyző
- Vissza az úton (1940) – Konferanszié a bárban
- Csákó és kalap (1941) – Százados
- Ma, tegnap, holnap (1941)
- Isten rabjai (1942) – István királyfi követe
- A Benedek-ház (1943) – Vidéki orvos (Sz. Szabó István nevén)
- Egy fiúnak a fele (1943)[4] – A barát
- Fény és árnyék (1943) – Háziorvos
- Futótűz (1943) – Kemény András báró
- Makacs Kata (1943) – Anyakönyvvezető
- Szováthy Éva (1943) – Osztrák főtiszt
- Valamit visz a víz (1943) – Anada titokzatos ismerőse (Sz. Szabó István nevén)
- A két Bajthay (1944) – Létay János, elnök úr
- Kisdobos (1944, rövid játékfilm)
- Beszterce ostroma (1948) – Zsolna polgármestere
- Forró mezők (1948)
- Mágnás Miska (1948)
- Tűz (1948)
- Díszmagyar (1949)
- Úri muri (1949)
- Különös házasság (1950) – Kanonok IV. (Sz. Szabó István nevén)
- Déryné (1951) (Szegedi István nevén)
- Felszabadult föld (1951)
- Teljes gőzzel (1951) – Pásztor
- Föltámadott a tenger 1-2. (1953) – Udvari ö. pk.
- Rokonok (1954) – Alispán
- Gábor diák (1955)
- A csodacsatár (1956) – Miniszter III.
- Tanár úr kérem… (1956)
- Merénylet (1959)
- Katonazene (1961)

### Televíziós filmszerepei
- Bánk bán (1968)
- Balzac: Gobseck (1969)
- György barát 1-3. (1972)
- Három affér (1972)
- És mégis mozog a föld 1-3. (1973, tévésorozat)
- Hasonmás (1973)
- Irgalom 1-6. (1973, tévésorozat)

### Szinkronszerepei
| Év   | Cím                                            | Szereplő                                                         | Színész             | Szinkron év |
| ---- | ---------------------------------------------- | ---------------------------------------------------------------- | ------------------- | ----------- |
| 1939 | Szerelem és vérpad                             | N/A                                                              | N/A                 | 1968        |
| 1940 | Bizsu                                          | N/A                                                              | N/A                 | 1979        |
| 1944 | Arzén és levendula                             | N/A                                                              | N/A                 | 1970        |
| 1945 | Döntő fordulat                                 | Vlagyimir Vikentyevics Vinogradov, vezérezredes, frontparancsnok | Petr Andrijevszkij  | 1949        |
| 1945 | Titkos küldetés                                | Állambiztonsági komisszár                                        | Alekszej Gribov     | 1949        |
| 1948 | Sztálingrádi csata I.                          | Roosevelt                                                        | Nyikolaj Cserkaszov | 1949        |
| 1949 | Alekszandr Popov                               | N/A                                                              | N/A                 | 1950        |
| 1949 | Berlin eleste                                  | N/A                                                              | N/A                 | 1950        |
| 1949 | Szerencsés hajózást!                           | N/A                                                              | N/A                 | 1950        |
| 1949 | Sztálingrádi csata II.                         | Voronov vezérezredes                                             | Vaszilij Merkurev   | 1950        |
| 1951 | A faljáró (1. magyar szinkron)                 | N/A                                                              | N/A                 | 1971        |
| 1951 | Feledhetetlen 1919                             | N/A                                                              | N/A                 | 1952        |
| 1954 | Jóban-rosszban                                 | Anne papája                                                      | Cecil Parker        | 1963        |
| 1955 | Betörő az albérlőm (1. magyar szinkron)        | N/A                                                              | N/A                 | 1965        |
| 1956 | 80 nap alatt a Föld körül (1. magyar szinkron) | N/A                                                              | N/A                 | 1972        |
| 1956 | Jó dolog fiatalnak lenni                       | Frome, az igazgató                                               | Cecil Parker        | 1963        |
| 1958 | A nagy családok (1. magyar szinkron)           | Gérard de La Monnerie                                            | Aimé Clariond       | 1960        |
| 1959 | Fehér vér                                      | N/A                                                              | N/A                 | 1960        |
| 1960 | A bérgyilkos (1. magyar szinkron)              | N/A                                                              | N/A                 | 1963        |
| 1962 | A rendőrfelügyelő (1. magyar szinkron)         | N/A                                                              | N/A                 | 1963        |
| 1962 | A vadember halála                              | N/A                                                              | N/A                 | 1966        |
| 1963 | A bőrkabátos fiúk (1. magyar szinkron)         | N/A                                                              | N/A                 | 1971        |
| 1964 | Melyik úton járjak? (1. magyar szinkron)       | N/A                                                              | N/A                 | 1976        |
| 1965 | Az inkák kincse                                | N/A                                                              | N/A                 | 1970        |
| 1965 | Ötmillió tanú kincse                           | N/A                                                              | N/A                 | 1968        |
| 1967 | A Forsyte Saga (tévésorozat)                   | Mr. Danby                                                        | John Kidd           | 1970        |
| 1968 | Galileo Galilei                                | N/A                                                              | N/A                 | 1969        |
| 1968 | Harc Rómáért                                   | N/A                                                              | N/A                 | 1969        |
| 1969 | Grisa őrmester                                 | N/A                                                              | N/A                 | 1970        |
| 1969 | Mr. Zero három élete                           | N/A                                                              | N/A                 | 1970        |
| 1970 | Cromwell                                       | N/A                                                              | N/A                 | 1971        |
| 1971 | Bel Ami (tévésorozat)                          | N/A                                                              | N/A                 | 1974        |
| 1977 | Júlia                                          | N/A                                                              | N/A                 | 1979        |